# Antonio da Budrio
Antonio da Budrio (Antonius de Butrio; Bologna, 1338 – Bologna, 1408) è stato un giurista italiano.

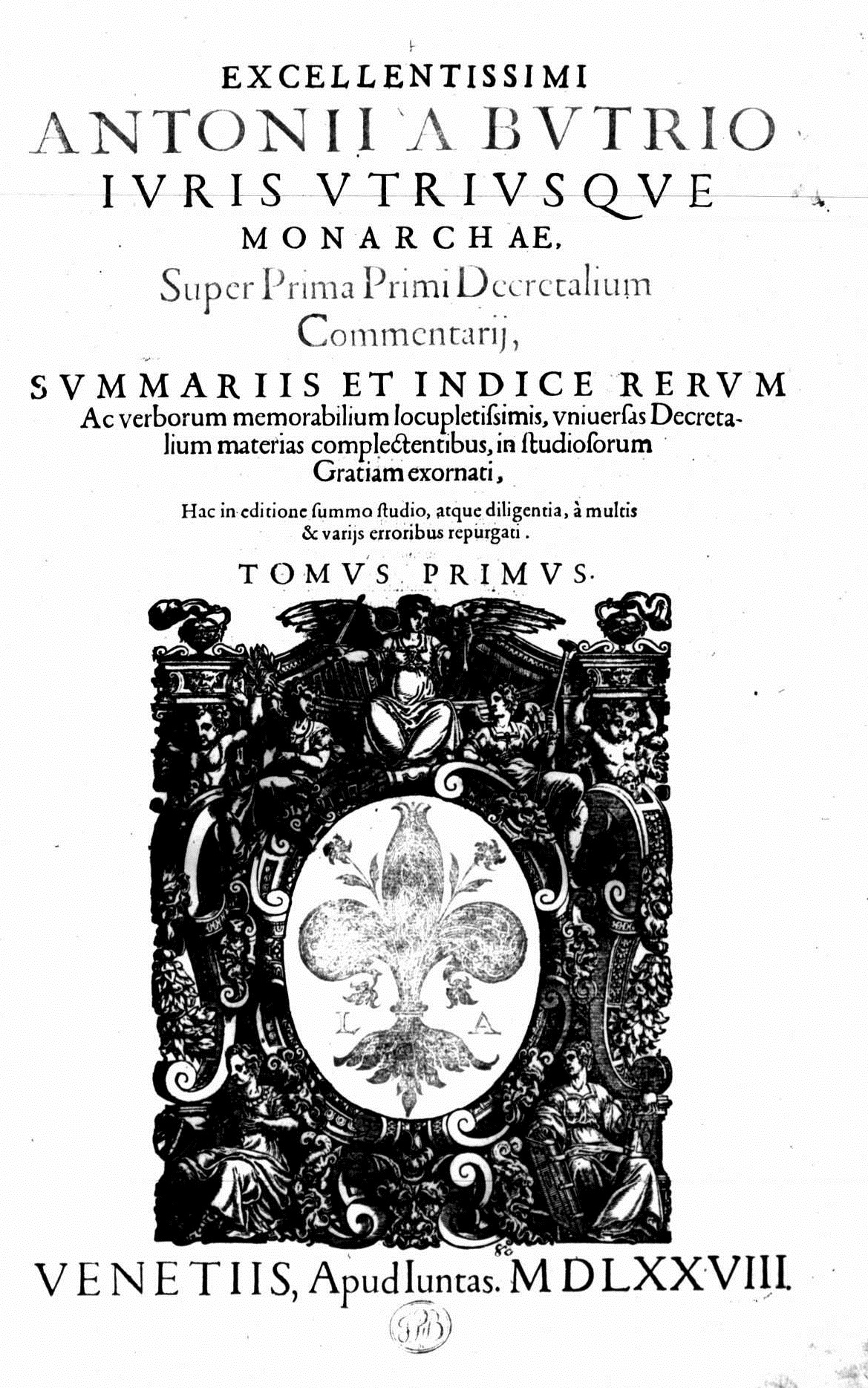
Super Decretales, 1578

Addottoratosi all'università di Bologna nel 1387, fu richiesto come docente a Perugia, Ferrara e nella natia Bologna.
Compose numerosi commentari ai Decretali di papa Gregorio IX (Lectura o Commentaria in quinque libros Decretalium, 1473) e al Liber Sextus (Commentaria in Sextum, 1499), che forniscono un'idea complessiva della pratica del tempo del diritto canonico e civile. Nel 1408 negoziò per conto di Gregorio XII per porre fine allo scisma d'Occidente. 

## Opere

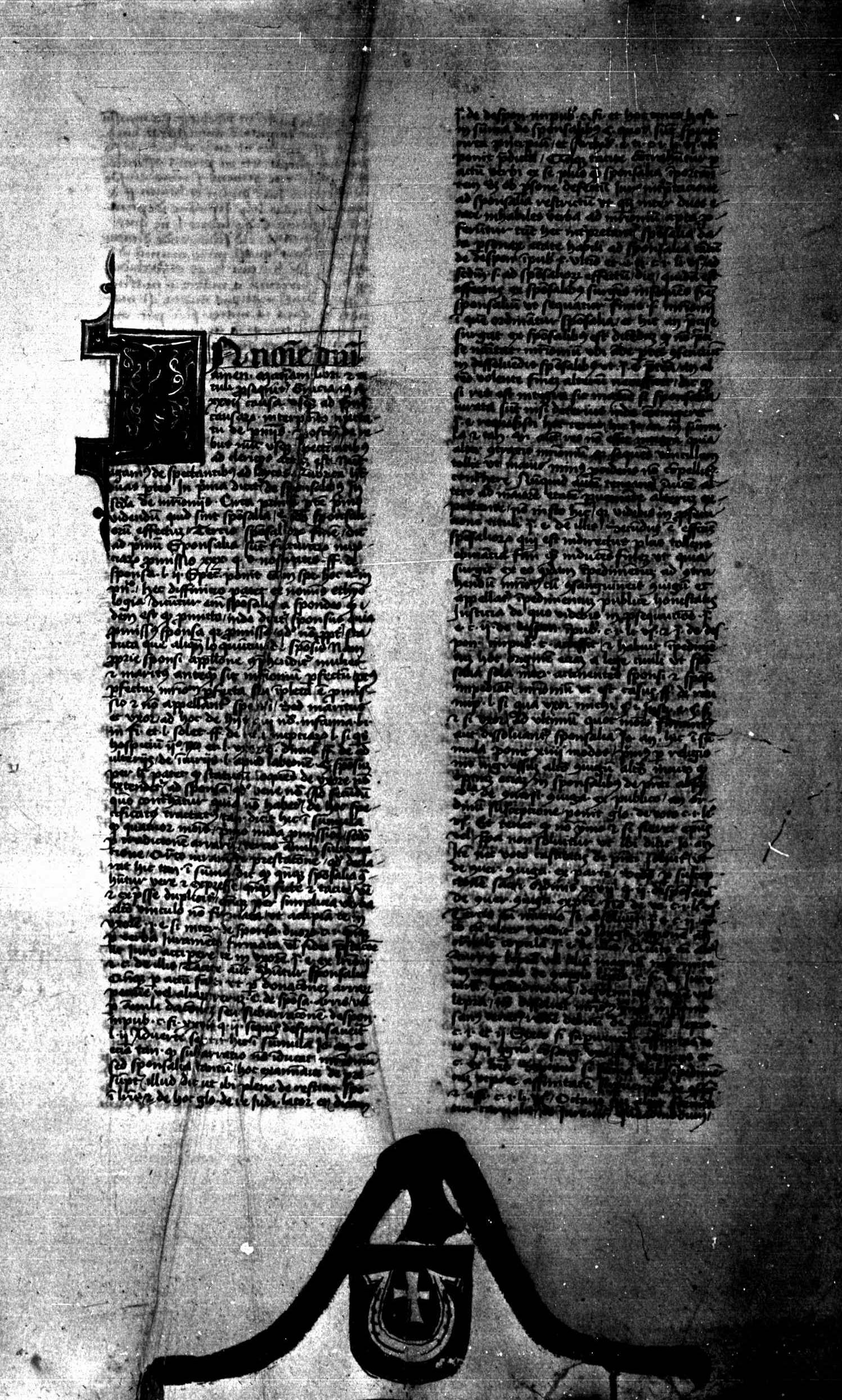
Lectura Decretalium, manoscritto, XV secolo. Biblioteca Jagellonica, Cracovia.

- (LA) Consilia, Roma, Adam Rot, 1472.
- (LA) Consilia seu responsa D. Antonii de Butr. Bonon ... . Nunc denuo à multis erroribus repurgata. Atque pereximijs Gasparis Caballini iurisc. scolijs illustrata. Accessit Hieron. de Tortis pro Repub. F, Venezia, Cristoforo Zanetti, 1575.
- (LA) Super primo Decretalium, Roma, Ulrich Han & Simone Cardella, 1473.
- (LA) Super quarto Decretalium, Johann Reinhard & Paul Leenen, 1474.
- (LA) Super Decretales, vol. 1, Venezia, Lucantonio Giunta, 1578.
  - (LA) Super Decretales, vol. 2, Venezia, Lucantonio Giunta, 1578.
  - (LA) Super Decretales, vol. 3, Venezia, Lucantonio Giunta, 1578.
  - (LA) Super Decretales, vol. 4, Venezia, Lucantonio Giunta, 1578.
  - (LA) Super Decretales, vol. 5, Venezia, Lucantonio Giunta, 1578.
  - (LA) Super Decretales, vol. 6, Venezia, Lucantonio Giunta, 1578.
  - (LA) Super Decretales, vol. 7, Venezia, Lucantonio Giunta, 1578.
  - (LA) Super Decretales, vol. 8, Venezia, Lucantonio Giunta, 1578.

### Manoscritti
- Repertorium iuris civilis, XV secolo, Augsburg, Staats- und Stadtbibliothek Augsburg, Handschriften, fol. cod. 270.
- Repetitiones et consilia et quaestiones, XIV-XV secolo, Firenze, Biblioteca Nazionale Centrale, Fondo Nazionale, ms. II.I.64,  ff. 175 ss.
- Additiones ad Repetitionem Bartoli ad C. 1.1.1, XV secolo, Firenze, Biblioteca Nazionale Centrale, Fondo Nazionale, ms.II.II.369,  f. 121.
- Consilia, XV secolo, Salzburg, Universitätsbibliothek, Handschriften, M.III.53 (antea V.2A.5),  ff. 95-139.
- Consilia et repetitiones, XV secolo, Ravenna, Istituzione Biblioteca Classense, Fondo Manoscritti, ms. 373,  ff. 113 ss.
- Lectura Decretalium, XV secolo, Kraków, Biblioteka Jagiellońska, Rękopisy, Ms. 412,  ff. f1ra-96rb.
- Allegationes, XV secolo, Roma, Biblioteca Angelica, Fondo manoscritti, ms. 540,  ff. 228r-315r.
  -  Allegationes, XV secolo, Uppsala, Universitetsbiblioteket Uppsala, Handskrifter, C. 545,  ff. 202r-309r.